# 硬皮榕
硬皮榕（学名：Ficus callosa）是桑科榕属的植物。分布在印度尼西亚、越南、菲律宾、斯里兰卡、马来西亚、缅甸、泰国、印度以及中国大陆的广东、云南等地，生长于海拔600米至800米的地区，多生在林内以及林缘，目前尚未由人工引种栽培。